# Kapital (Marxismus)
Karl Marx verstand Kapital wesentlich prozesshaft als Wert, der sich verwertet. Der Wert könne nur dann wachsen, wenn Lohnarbeiter ausgebeutet würden. Das Kapital erscheine in verschiedenen Formen und nehme quasi-religiösen Charakter an, indem es zum Fetisch werde. Nur unter bestimmten historischen Bedingungen ergreife und dominiere es das Wirtschaftsgeschehen. In seiner Entwicklung bringe es Elemente seiner eigenen Negation hervor, die eine kommunistische Gesellschaft ermöglichten.
Für Marxisten ist Marx’ Konzept ein wichtiger Referenzpunkt. Die Wertanalyse der Neoklassik, aufbauend auf dem Marginalprinzip, verfolgte Marx’ Analyse nicht weiter. Der Ansatz von Marx spielt seither in der modernen Volkswirtschaftslehre keine bedeutende Rolle. Die von Marx betonte Dynamik des Kapitals fand in der Konjunkturtheorie Beachtung, wie etwa in Joseph Alois Schumpeters Theorie der wirtschaftlichen Entwicklung.

## Die allgemeine Formel der Kapitalbewegung
In seinem Hauptwerk Das Kapital, wie es in den MEW 23 vorliegt, beginnt Marx seine Darstellung nicht direkt mit der Kategorie des Kapitals. Er wendet sich im ersten Hauptabschnitt grundlegenderen ökonomischen Formen zu, nämlich der Ware und dem Geld.
Er beginnt im ersten Kapitel damit, die Ware als ein Doppeltes aus Gebrauchswert und Wert darzustellen. Dementsprechend unterscheidet Marx zwischen konkreter Arbeit, die Gebrauchswert schafft, und abstrakter Arbeit, welche die Wertsubstanz bildet, die im Tauschwert erscheint. Des Weiteren untersucht Marx grundlegende Faktoren, die die Wertgröße bestimmen. In seiner Analyse der Wertformen untersucht Marx den Zusammenhang von Warenwert und Wertform und behandelt daraufhin den Fetischismus der Ware. Im zweiten Kapitel über den Austauschprozess wird auf der Grundlage der Formanalyse untersucht, wie sich die Akteure entsprechend den ökonomischen Formen verhalten und als Warenbesitzer im Austausch ihrer Produkte Geld hervorbringen müssen. Erst danach behandelt Marx im dritten Kapitel verschiedene Geldfunktionen. Geld dient als Wertmaßstab und als Vermittler der Warenzirkulation. Geld als Geld vereint beide Funktionen und erlangt zudem weitere: es fungiert als Schatzbildungsmittel, als Zahlungsmittel und als Weltgeld.
Ausgehend von dieser theoretischen Vorarbeit entwickelt Marx im zweiten Hauptabschnitt Die Verwandlung von Geld in Kapital eine allgemeine Formel der Kapitalbewegung. Deren Charakteristika erläutert er, indem er sie mit der einfachen Warenzirkulation vergleicht.

### Einfache Warenzirkulation und Kapitalbewegung
Marx unterscheidet die einfache Warenzirkulation W – G – W (Ware – Geld – Ware) von der allgemeinen Formel der Kapitalbewegung G – W – G‘ (Geld – Ware – mehr Geld).
Die erste Formel drückt aus, dass jemand eine Ware, die für ihn kein Gebrauchswert ist, verkauft und dann eine Ware kauft, die er konsumieren will. Diese Bewegung dient nicht der Wertvergrößerung. Geld wird verausgabt. Die Bewegung findet ihr Maß am Bedürfnis und ihr Ende mit dessen Befriedigung.
Die Formel G – W – G‘ hingegen drückt aus, dass jemand über Geld verfügt, Waren kauft und dann Waren gegen mehr Geld verkauft. Der Wert prozessiert und wächst. Hier ist Geld der Ausgangs- und Endpunkt einer Bewegung. Die Kapitalverwertung wird Selbstzweck. Die Bewegung ist ohne immanentes Ende. Jedes G‘ ist endlich und muss wieder vorgeschossen werden, um Kapital bleiben zu können. Die Bewegung ist maßlos, da sie nicht auf ein äußeres Bedürfnis bezogen ist, das ein Genug angibt. Kapital ist also wesentlich Wert in Bewegung und nicht Geld, das zum Konsum oder zur Schatzbildung verwendet wird. Die Differenz von G‘ und G nennt Marx Mehrwert.
Marx betrachtet Geld als wesentlich für die Kapitalbewegung. Laut Marx erfordert der Warenwert eine eigenständige Gestalt, in der seine Identität konstatiert werden kann.
Marx begreift den Kapitalisten als personifiziertes Kapital. Als Kapitalist leiht er sein Bewusstsein und seinen Willen dem Kapital. Er macht sich die Bewegung des Kapitals zu seinem subjektiven Zweck. Dass er sein Kapital beständig verwerten will, muss nicht daher rühren, dass er psychisch krank oder moralisch mangelhaft ist; er muss die größtmögliche Verwertung anstreben, damit er in sein Unternehmen investieren kann, um in der Konkurrenz langfristig bestehen zu können. Insofern der Kapitalist der Verwertungslogik folgt, ist das Kapital das automatische Subjekt: es ist eigentlich leblos, aber das bestimmende Subjekt der Bewegung.

### Das Kapitalverhältnis
Marx geht im ersten Kapitalband davon aus, dass in der Zirkulation von Geld und Ware nur Wertäquivalente getauscht werden. Unter dieser Voraussetzung will er das Wertwachstum, das in G – W – G‘ ausgedrückt wird, erklären. Marx argumentiert, dass man mit der Handelssphäre allein die Mehrwertbildung nicht erklären kann.
Zunächst widerspricht Marx der Behauptung, dass der Handel Mehrwert produziere, weil der Käufer die Ware für nützlicher halte als der betreffende Verkäufer und daher die Ware für den Käufer wertvoller sei. Nach diesem Ansatz werden keine gleichen Wertobjekte getauscht und der Käufer erhält etwas Wertvolleres. Nach Marx rührt diese Ansicht daher, dass der Gebrauchswert mit dem Tauschwert der Ware verwechselt wird.
Marx räumt ein, dass die Prämisse, wonach nur Wertäquivalente getauscht werden, in Wirklichkeit nicht immer gelte. Wenn man sie jedoch aufgäbe, so wäre der Mehrwert auch dann nicht befriedigend erklärbar. Um dies zu zeigen, geht Marx verschiedene Fälle durch. Wenn der Kapitalist als Verkäufer einen Preisaufschlag erheben könnte und die anderen Kapitalisten diesen Preisaufschlag weitergäben, dann müsste er seinen Gewinn als Käufer beim Akt G – W wieder verlieren. Ähnliches gälte, wenn jemand unter Wert kaufen könnte. Ferner sei zu beachten, dass die Käufer und Verkäufer selbst entweder Produzenten sind oder Produzenten vertreten. Die Ansicht, der Mehrwert resultiere aus einem nominellen Preisaufschlag oder dem Privileg, über Wert zu verkaufen, setze voraus, dass es eine bestimmte unproduktive Klasse gebe. Zwar meint Marx, er könne von der erreichten Stufe seiner theoretischen Entwicklung, dem Standpunkt der einfachen Warenzirkulation noch nicht erklären, warum eine solche Klasse existiere, aber er greift dennoch vor. Eine solche angenommene Klasse kaufe und konsumiere, aber sie selbst verkaufe und produziere nicht. Dieser Fall erfordert, dass die Warenbesitzer der unproduktiven Klasse Geld umsonst geben, damit diese Klasse von den Warenbesitzern überteuerte Waren kaufen kann. So hätten zum Beispiel kleinasiatische Staaten dem Römischen Reich Tribut zahlen müssen, mit dem Rom überteuerte Waren von ihnen gekauft habe. Die kleinasiatischen Staaten hätten sich so aber nicht bereichern können. Abschließend konstruiert Marx einen Fall, in dem ein listiges Individuum A eine Ware über ihrem Wert an B verkauft und B diesen Betrug nicht erwidern kann. Zwar erzielt A einen Gewinn, aber dieser Gewinn ist nur der Verlust von B. Tauscht A beispielsweise etwas im Wert von 50 gegen etwas im Wert von 100, dann macht A einen Gewinn von 50 und B einen Verlust von 50. Die Wertsumme bliebe aber 150. Gesamtgesellschaftlich wäre der Wert nicht gewachsen, sondern nur umverteilt.
Das Handelskapital scheidet somit aus, um damit allein zu erklären, wie Wert verwertet wird. Ähnliches gilt für das zinstragende Kapital. Zwar kann durch die Warenzirkulation allein kein Mehrwert entstehen, aber der Mehrwert kann auch nicht ohne die Zirkulation entstehen. Nach Marx muss der Kapitalist eine Ware finden und nutzen, die mehr Wert schafft, als sie kostet: die menschliche Arbeitskraft. Daher wendet sich Marx im ersten Band von Das Kapital von der oberflächlichen Sphäre der einfachen Warenzirkulation hin zur tieferen Ebene, der produktiven Basis des Mehrwerts.
Auf den Arbeitsmärkten treten sich doppelt freie Arbeiter und Besitzer von Geld oder Produktions- bzw. Lebensmitteln gegenüber. Der Arbeiter darf zwar seine Arbeitskraft verkaufen bzw. Verträge schließen und kündigen, aber er ist frei von Subsistenzmitteln und muss daher an irgendjemanden seine Arbeitskraft verkaufen, um seinen Lebensunterhalt zu bestreiten. Wenn Marx von Kapitalverhältnis spricht, dann meint er oft dieses Klassenverhältnis, das der kapitalistischen Produktionsweise zugrunde liegt.
Das Kapitalverhältnis ist antagonistisch. Der Kapitalist, der die Ware Arbeitskraft zu ihrem Tageswert gekauft hat, darf seine Ware für einen Tag lang anwenden. Konkurriert er mit anderen Kapitalisten, wird er versuchen, den Arbeiter möglichst viel Mehrwert produzieren zu lassen. Das kann die Existenz der Arbeitskraft gefährden und zerstören. Der Arbeiter muss jedoch seine Ware Arbeitskraft auch am nächsten Tag wieder verkaufen können und muss sich daher widersetzen. Vor den Gesetzen des Warentausches sind beide Parteien gleich gut gerechtfertigt. Die stärkere Partei entscheidet, wie lang der Arbeitstag sein soll.
Immer, wenn relativ viele Arbeiter zusammenwirken, braucht es eine Oberleitung. Unter kapitalistischen Bedingungen übernimmt der Kapitalist diese Funktion, so dass die Leitung einen spezifischen Charakter bekommt und primär der größtmöglichen Kapitalverwertung dient. Ein kleiner Meister, der nur wenige Arbeiter beschäftigt und neben diesen selbst produzieren muss, ist noch kein Kapitalist im engen Sinne; das wird er erst dann, wenn sein Kapital groß genug ist, so dass er sich ganz der Oberaufsicht und -leitung widmen kann. Je mehr Arbeiter er beschäftigt, desto mehr stößt er auf deren Widerstand. Später kann er die Funktion der Aufsicht und Oberleitung auf Lohnarbeiter übertragen, die sein Kapital gegenüber den Arbeitern vertreten, wie zum Beispiel Aufseher und Manager. Die kapitalistische Produktionsweise bringt somit eine quasi-militärische Hierarchie von Ober- und Unteroffizieren hervor. Marx beschreibt diese als despotisch.

### Der Wert der Arbeitskraft
Der Arbeiter erhält nicht den gesamten Wert, den er schafft, sondern den Wert der Arbeitskraft. Dieser Wert gleicht dem Wert derjenigen Lebensmittelmenge, die als notwendig gilt, damit sich eine durchschnittliche Arbeitskraft reproduzieren kann. Der Ausdruck Lebensmittel ist hierbei in einem weiten Sinne zu verstehen: er meint nicht nur Nahrungsmittel, Kleidung und Wohnung, sondern kann noch Weiteres umfassen. Es geht nicht nur um das Nötige zur Erhaltung eines Individuums, sondern auch um das Nötige zur Erhaltung einer Arbeiterfamilie, denn die Klasse als solche muss sich reproduzieren können; ebenso gehören auch Bildungskosten für die heranwachsende Generation dazu. Was als notwendig gilt, hängt von historischen und moralischen Faktoren ab. Das kann von Land zu Land und mit der Zeit variieren. Ferner hängt der Umfang auch davon ab, was die jeweilige Arbeiterklasse als notwendig geltend macht. Der Lohn bzw. Preis der Arbeitskraft kann prinzipiell auch über oder unter dem Wert liegen. Der Preis kann nicht nur den Wert, sondern auch einen momentanen Überschuss oder Mangel an Arbeitskräften anzeigen und entsprechend fallen oder steigen. Der Wert der Arbeitskraft verändert sich aber nur dann, wenn sich der Umfang der notwendigen Lebensmittel oder deren Wert verändert.

## Formen des Kapitals

### Industrielles Kapital
Den Kreislauf des industriellen Kapitals beschreibt Marx mit der Formel G – W … P … W' – G'. Zuerst kauft der Kapitalist Waren, nämlich Arbeitskraft und Produktionsmittel. Diese erste Zirkulationsphase von Geld und Ware wird durch den Produktionsprozess P unterbrochen. Der Arbeiter schafft eine neue höherwertige Warenmenge W‘. Schließlich werden die neuen Waren in der zweiten Zirkulationsphase gegen G' getauscht. Das vorgeschossene Kapital hat sich damit als Kapital realisiert.
Im Produktionsprozess überträgt der Arbeiter den Wert der verbrauchten Produktionsmittel auf die neue Warenmenge. Marx spricht daher von konstantem Kapital c. Der Arbeiter schafft auch einen Neuwert. Da hier eine Wertänderung stattfindet, nennt Marx das Kapital, das in Löhne investiert wird, variables Kapital v. Von dem Neuwert bekommt der Arbeiter einen Teil bzw. v als Lohn. Den anderen Teil eignet sich der Kapitalist als Mehrwert m an. Der Kapitalist kauft also Waren im Wert von c + v, der Arbeiter überträgt c und schafft einen Neuwert in Höhe von v + m; der Kapitalist verkauft die neue Warenmenge in Höhe von c + v + m, zahlt dem Arbeiter v und eignet sich m an.
Anstatt einen Warenkörper zu produzieren, können die Arbeiter auch Dienste verrichten, wie z. B. einen Transport, die Übertragung von Informationen oder den Dienst des Schulmeisters. Im Gegensatz zum Warenkörper muss der Dienst während seiner Verrichtung konsumiert werden. Der Kreislauf wäre in diesem Fall G – W … P – G'. Arbeiter, die Wert bzw. Mehrwert schaffen, nennt Marx produktive Arbeiter.
Kapital muss nicht in Form großer Fabrikkomplexe bestehen, um industrielles Kapital zu sein. Das industrielle Kapital ist Kapital, das den obigen Kreislauf durchläuft und dabei verschiedene Formen annimmt. Es wird als Geldkapital vorgeschossen, um Waren zu kaufen; im Produktionsprozess werden Arbeitskraft und Produktionsmittel zu produktivem Kapital, das Mehrwert schafft, und schließlich kehrt das Kapital als Warenkapital W' wieder zur Geldform zurück. Das Spezifikum des industriellen Kapitals ist, dass es als einzige Kapitalart Mehrwert erzeugen kann, während sich andere Kapitalarten den Mehrwert nur aneignen können.
Indem der industrielle Kapitalist sich den Mehrwert aneignet, beutet er den Arbeiter aus. Der Gradmesser hierfür ist die Mehrwertrate m / v. Diese kann durch Steigerung des absoluten oder des relativen Mehrwerts vergrößert werden.
Einmal verwertet kann das Kapital erneut vorgeschossen werden und so einen neuen Kreislauf beginnen. Der Kapitalist kann den Mehrwert für seinen individuellen Konsum (einfache Reproduktion) oder als Investition zur Akkumulation (Reproduktion auf erweiterter Stufenleiter) verwenden. Nicht nur das Kapital hat sich damit reproduziert, sondern auch das Klassenverhältnis wird reproduziert: der Kapitalist kommt stets als Kapitalist und der Arbeiter immer als Arbeiter aus dem Kreislauf heraus.
Hinsichtlich des produktiven Kapitals unterscheidet Marx nicht nur konstantes von variablem Kapital, sondern auch fixes Kapital von zirkulierendem Kapital. Während die erste Unterscheidung verschiedene Rollen in der Werterzeugung hervorhebt, werden mit der zweiten Unterscheidung die verschiedenen Zirkulationsweisen des Wertes deutlich. Nicht jedes Produktionsmittel, wird in einer Produktionsperiode völlig verbraucht. Im Falle einer Produktionsanlage wird oft nur ein Teil des Wertes der Anlage abgegeben und der restliche Teil verbleibt beim Kapitalisten. Derartiges produktives Kapital ist fixes Kapital. Es fließt über mehrere Perioden vollständig zum Kapitalisten zurück und muss erst dann ersetzt werden. Bis dahin werden die Rückflüsse in einem Amortisationsfonds gesammelt. Die in einer Periode verbrauchten Produktionsmittel, wie z. B. Energie oder verbrauchtes Material, und das variable Kapital müssen für gewöhnlich nach einer Periode neu vorgeschossen werden. Sie bilden das zirkulierende Kapital.

### Handelskapital
Das Handelskapital, begrifflich rein aufgefasst, übernimmt nur den Kauf und Verkauf von Waren. Die Arbeiter des Handelskapitalisten sind unproduktive Arbeiter. Sie schaffen keinen Wert bzw. Mehrwert. Sie besorgen den Formwechsel von Geld und Ware, wie bspw. die Kassiererin. Ihre Löhne sind für den Kapitalisten Kosten, die den Mehrwert verringern. Dennoch können solche Arbeiter ausgebeutet werden, indem sie Mehrarbeit leisten. So könnten sie in bspw. 5 Stunden ihren Lohn erwirtschaften und in den restlichen Stunden ihres Arbeitstages für den Kapitalisten arbeiten.
Der industrielle Kapitalist verkauft seine Waren unter Wert an den Handelskapitalisten und dieser verkauft die Waren zu ihrem Wert. Beide teilen sich so den Mehrwert. Ersterer spart dadurch reine Zirkulationskosten für unproduktive Arbeiter und verkürzt die Zeit, die sein Kapital in der Zirkulation verbringt, die sogenannte Umlaufszeit.
Solche reinen Zirkulationskosten sind zu trennen von Zirkulationskosten für produktive Arbeiten. Letztere sind notwendig dafür, dass man die betreffenden Waren nutzen kann, und erhöhen den Tauschwert der Waren. Ein Beispiel hierfür ist ein Transport. Solche Arbeiten verlängern die Zeit, die das Kapital im Produktionsprozess verbringt, die sogenannte Produktionszeit.
Mit Warenhandlungskapital bezeichnet Marx Geld, mit dem Waren von industriellen Kapitalisten gekauft werden, und Waren, die noch verkauft werden müssen. Der Ausdruck Geldhandlungskapital hingegen meint Kapital, das in bestimmten Zirkulationskosten gebunden ist. Das betrifft die technische Abwicklung aller beim industriellen und beim kaufmännischen Kapital anfallenden Geldgeschäfte, Vorräte an Geld, Einkassieren, Bezahlen, Buchhaltung und die Verwendung von Geldbeständen für Kauf und Bezahlung offener Rechnungen.

### Zinstragendes Kapital

#### Kreislauf
Die Formel des modernen zinstragenden Kapitals ist G – G – W – G' – G''. Ein Geldkapitalist leiht sein Geld bzw. mögliches Kapital einem anderen Kapitalisten. Letzterer realisiert es. Er lässt es fungieren und erzielt damit einen Bruttoprofit. Der fungierende Kapitalist zahlt dem Geldkapitalisten einen Teil des Bruttoprofits als Zins. Den anderen Teil behält der fungierende Kapitalist als Unternehmergewinn.
Die Bewegung des zinstragenden Kapitals ist vermittelt durch historisch veränderliche Institutionen. Das sind Banken und Kapitalmärkte.
Zinstragendes Kapital gab es auch in vorkapitalistischen Gesellschaften. Marx betrachtet dabei zwei Formen als charakteristisch: einmal den Fall, in dem ein Wucherer sein Geld an einen verschwenderischen Vermögenden bzw. Grundbesitzer verleiht, sowie den Fall, in dem der Wucherer einem selbständigen Produzenten etwas leiht, vor allem an Bauern und Handwerker. Der Kredit nimmt jedoch in einer kapitalistischen Gesellschaft einen besonderen Charakter an. Ein großer Teil der Kredite dient dazu, den Schuldner reicher zu machen.

#### Kapital als Ware sui generis
Laut Marx wird Kapital als solches zu einer besonderen Art von Ware. Um dieses zu zeigen, vergleicht er diese besondere Warenart mit der üblichen. Nach Marx kann man die Kategorien des Preises, des Verkaufens und des Kaufens nicht von üblichen Waren auf die besondere Ware Kapital übertragen. Marx will damit Pierre-Joseph Proudhon (1809–1865) kritisieren. Dieser habe, so Marx' Vorwurf, die kategorialen Unterschiede nicht hinreichend erkannt und daher das Zinsnehmen unangemessen kritisiert.
Wer eine übliche Ware an jemanden verkauft hat, besitzt die Ware nicht mehr, sondern der Käufer besitzt sie. Wenn hingegen ein Geldkapitalist sein Geld einem anderen leiht, dann besitzt der Borger die Wertsumme nicht, sondern der Geldkapitalist. Des Weiteren ist der Formwechsel verschieden. Wenn jemand eine übliche Ware verkauft, dann gibt ihm der betreffende Käufer den Warenwert in Geldform, während der Käufer den Wert, den seine Geldsumme darstellt, in Warenform bekommt. Im Akt des Verleihens hingegen ist es so, dass der Verleiher Geld hat und der Borger nicht. In diesem Akt gibt nur der Verleiher Wert und der Borger nicht.
Ferner gibt es Unterschiede hinsichtlich Gebrauchswert und Wert. Wer eine übliche Ware verkauft, veräußert ihren Gebrauchswert. Wird der Gebrauchswert konsumiert, erlischt er und ebenso der Warenwert. Im Falle der besonderen Ware Kapital besteht der Gebrauchswert darin, dass man sich damit Mehrwert bzw. Durchschnittsprofit aneignen kann. Wird diese Ware konsumiert, bleibt ihr Gebrauchswert wie auch ihr Wert erhalten und sie wachsen.
Laut Marx begeht man einen Kategorienfehler, wenn man die Art und Weise, wie man im Falle der üblichen Waren von Preis spricht, auf das Geldkapital überträgt und sagt, der Zins sei der Preis des Kapitals. In dem Fall verstünde man einen Preis nur als Geldsumme, die für einen Gebrauchswert gezahlt werde. Der Preis im üblichen Sinne, so Marx‘ Einwand, drücke jedoch seinem Begriff nach den Warenwert aus. Wenn man also sagte, eine verliehene Wertsumme habe neben der Geldsumme, als die sie verliehen werde, noch einen weiteren Wert bzw. Preis, so wäre das eine Verdoppelung. Marx hält diese Verdoppelung für unmöglich.

### Fiktives Kapital
Wenn jemand Geld besitzt und es benutzt, um von einem Unternehmen zum Beispiel festverzinste Wertpapiere oder Aktien zu kaufen, so spricht Marx im Falle des Geldes von wirklichem Kapital. Letzteres grenzt er von fiktivem Kapital ab, wie in diesem Beispiel von den Papieren oder Aktien selbst. Solche Papiere haben im Sinne von Marx‘ Arbeitswerttheorie keinen Wert. Der Besitzer darf aber unter bestimmten Bedingungen beanspruchen, Wert zu bekommen, nämlich in Form von Zins oder Dividende. Die Besitzer solcher Ansprüche können damit auf Kapitalmärkten handeln. Der sogenannte „Wert“ bzw. Kurs solcher Ansprüche hat mit der Summe, die jemand an ein Unternehmen zahlte, nichts mehr zu tun. Er ist auf eine besondere Art und Weise bestimmt. Im Falle festverzinster Wertpapiere hängt er davon ab, ob ihr Zins über oder unter dem Marktzins liegt. Aktienkurse hängen von Gewinnerwartungen ab: steigen die Gewinnerwartungen, steigt der betreffende Kurs; sinken die Erwartungen oder gilt der Gewinn als unsicher, dann sinkt der Kurs.
Heute werden an Kapitalmärkten nicht nur einfache Ansprüche gehandelt, sondern auch Ansprüche, die auf anderen Ansprüchen basieren, wie z. B. Derivate. So können immer neue Formen von fiktivem Kapital entstehen.

## Kapitalzusammensetzung
Marx unterscheidet im ersten Band von Das Kapital im 23. Kapitel drei verschiedene Begriffe der Kapitalzusammensetzung. Der Begriff der Wertzusammensetzung erfasst das Verhältnis des konstanten Kapitals zum variablen Kapital. Der Begriff der technischen Zusammensetzung betrifft nicht die Wertebene, sondern hebt auf den stofflichen Aspekt ab, d. h. auf das Verhältnis der Menge der aufgewandten Produktionsmittel zur Menge der aufgewandten konkreten Arbeit. Der Terminus organische Zusammensetzung bezeichnet die Wertzusammensetzung, insofern diese sich verändert, weil die technische Zusammensetzung sich verändert.
Diese drei Begriffsbestimmungen finden sich erst in der französischen Übersetzung des ersten Bandes und Friedrich Engels (1820–1895) übernahm sie in die dritte Auflage der deutschen Ausgabe; in früheren Arbeiten hatte Marx andere Definitionen gewählt.

## Das Gesamtkapital und seine Einzelkapitale
Kapital existiert nicht als ein einziges Einzelkapital. In Grundrisse schrieb Marx, dass es nur dann Kapital geben könne, wenn es mehrere Einzelkapitale gebe; das Kapital bestimme sich selbst, indem mehrere Einzelkapitale miteinander konkurrierten. Die innere Natur erscheine so als äußere Notwendigkeit.

### Verschiedene Betrachtungsebenen
In Das Kapital behandelt Marx den Aufbau des gesellschaftlichen Gesamtkapitals und das Einzelkapital in allen drei Bänden auf den entsprechenden Abstraktionsebenen. Er widmet sich im ersten Band dem unmittelbaren Produktionsprozess. Zunächst betrachtet Marx das Einzelkapital und abstrahiert von dessen Beziehung zu anderen Kapitalen; so behandelt er Mehrwertproduktion und Kapitalbildung bzw. Akkumulation. Erst im 23. Kapitel untersucht Marx den Aufbau des Gesamtkapitals. Er betrachtet die Einzelkapitale so, dass sie sich nur hinsichtlich ihrer Größe und ihrer Zusammensetzung (dem Verhältnis des konstanten zum variablen Kapital c / v) voneinander unterscheiden. Das Gesamtkapital wird als bloße Summe von Einzelkapitalen dargestellt. Es wird jedoch deutlich, dass sich die Entwicklung des Gesamtkapitals auf die Einzelkapitale auswirkt, wie etwa in den ersten beiden Abschnitten des 23. Kapitels, wo Marx darstellt, welche Folgen sich aus der Akkumulation bei gleichbleibender und veränderter Kapitalzusammensetzung ergeben.
Im zweiten Band von Das Kapital widmet sich Marx dem Zirkulationsprozess und betont den systematischen Charakter des Kapitals. Die Einzelkapitale sind miteinander verbunden, indem Kapitalisten über Geld vermittelt ihre Produkte tauschen. Einerseits erfordert jeder Kreislauf eines Kapitals, dass der betreffende Kapitalist Produktionsmittel und seine Arbeiter Lebensmittel kaufen können; andererseits müssen die Waren, die aus einem Kreislauf hervorgehen, als Lebensmittel oder Produktionsmittel Teil der anderen Kreisläufe werden. Die Einzelkapitale bilden so das gesellschaftliche Gesamtkapital. Damit sich das Gesamtkapital einfach reproduzieren kann, müssen die Bestandteile des gesellschaftlichen Produktes in bestimmten quantitativen Beziehungen und Wertrelationen zueinander stehen. Es müssen so viele Produktionsmittel erzeugt werden, wie verbraucht worden sind, und die produzierten Lebensmittel müssen hinreichen, um den Konsum der Arbeiter und den Privatkonsum der Kapitalisten abzudecken. Des Weiteren müssen die Produktionsmittel und Lebensmittel bezahlbar sein. Akkumulation erfordert, dass mehr Produktionsmittel und Lebensmittel produziert werden, als verbraucht worden sind. Damit das Gesamtkapital akkumulieren kann, müssen seine Teilkapitale akkumulieren. Ob ein Einzelkapital akkumulieren kann, hängt von anderen Einzelkapitalen ab. Es muss mehr Produktions- oder auch Lebensmittel auf dem Markt beschaffen können und zudem mehr Waren absetzen können.
Im dritten Band kann Marx davon ausgehen, dass die Produktion und Zirkulation eine Einheit bilden, und kann sich dem Gesamtprozess zuwenden. Er entwickelt vom Mehrwertbegriff ausgehend den Profitbegriff am Einzelkapital. Entsprechend dieser Betrachtungsweise bilden die Einzelkapitale, die Profit generieren, das Gesamtkapital, indem sie miteinander konkurrieren und eine durchschnittliche Profitrate bilden. Es geht an dieser Stelle nicht um vollständige Konkurrenz; Konkurrenz wird als Mechanismus aufgefasst, der zur Vergesellschaftung führt: die konkurrierenden Einzelkapitale werden zu gleichartigen Komponenten des gesellschaftlichen Gesamtkapitals. Zwar entsteht die allgemeine Profitrate erst, indem die Einzelkapitale miteinander konkurrieren, aber sie stellt sich dem individuellen Kapitalisten als Voraussetzung dar und beeinflusst, wie sich dessen Kapital entwickelt.
Die Formel G – W – G' wird im zweiten Kapitalband als Kreislauf des Kapitals G – W … P … W' – G' konkretisiert. Das gesellschaftliche Gesamtkapital als solches befindet sich immer teils in der Form des Geld- und Warenkapitals in der Zirkulation und teils in der Form des produktiven Kapitals im Produktionsprozess. Als Marx das Konzept des Durchschnittsprofits entwickelte, ging er davon aus, dass jedes individuelle Kapital den Kreislauf durchlaufen muss. Im Zuge gesellschaftlicher Arbeitsteilung spezialisieren sich jedoch Kapitalformen, so dass neben das industrielle Kapital das Warenhandlungs- und Geldhandlungskapital tritt. In den Vorgang, in dem sich die einzelnen Profitraten zu einer allgemeinen Profitrate ausgleichen, fließen das industrielle wie das kaufmännische Kapital ein, wobei letzteres keinen Mehrwert produziert. Erst auf dieser Grundlage entwickelt Marx theoretisch das Geld als potentielles Kapital und behandelt das zinstragende Kapital.

### Die allgemeine Profitrate und die Umverteilung des Mehrwerts
Ein Kapitalist eignet sich nicht einfach direkt Mehrwert an. Indem die Einzelkapitale miteinander konkurrieren, tendieren die einzelnen Profitraten dazu, sich zu einer allgemeinen bzw. durchschnittlichen Profitrate auszugleichen. Wenn es möglich ist, wird Kapital dorthin fließen, wo die Verwertungsbedingungen besser sind. Es wird aus Branchen mit schlechteren Verwertungsbedingungen abgezogen, so dass dort der Konkurrenzdruck abnimmt und die Preise steigen können; es fließt in Branchen mit besseren Verwertungsbedingungen, wodurch der Konkurrenzdruck zunimmt und die Preise sinken. Es entsteht ein Durchschnittsprofit. Dieser errechnet sich aus dem Kostpreis der Ware (Kosten an konstantem und variablem Kapital) multipliziert mit der allgemeinen Profitrate.
Im ersten und zweiten Band von Das Kapital setzte Marx voraus, dass Waren gemäß ihrer Werte getauscht werden. Die allgemeine Profitrate, die Marx im dritten Band entwickelt, impliziert jedoch zweierlei: einerseits ist es so, dass Preise typischerweise nicht den Wert einer Ware adäquat ausdrücken; andererseits ergibt sich, dass die Gesamtmasse des Mehrwerts zwischen den Kapitalisten umverteilt wird. Jeder Kapitalist bekommt einen Profit, dessen Größe davon abhängt, wie viel Kapital der betreffende Kapitalist angewandt hat.
Marx hatte an David Ricardo (1772–1823) kritisiert, den Zusammenhang von Werten, Produktionspreisen und allgemeiner Profitrate nicht verstanden zu haben. Er selbst wollte durch ein Verfahren klären, wie man Werte in Produktionspreise umrechnen kann, und scheiterte. Dieses Transformationsproblem wird bis heute sehr kontrovers diskutiert.

### Das Kreditsystem
In Das Kapital behandelt Marx das Kreditsystem erst im dritten Band, der posthum von Friedrich Engels (1820–1895) herausgegeben wurde. Marx’ Studien sind diesbezüglich sehr unausgereift. Auf der Grundlage der Manuskripte lässt sich aber rekonstruieren, dass das Kreditsystem in mehreren Hinsichten fundamental für die Kapitalverwertung ist.
Das Kreditsystem bildet die wesentliche Grundlage für den Mechanismus, der zum Ausgleich der individuellen Profitraten führt. Es ermöglicht relativ große Kapitalmengen zu bündeln und vermittelt den Kapitaltransfer zwischen den Branchen.
Das Kreditsystem spielt auch eine entscheidende Rolle für die Realisierung des gesellschaftlichen Gesamtmehrwerts. Indem die industriellen Kapitalisten Kapital vorschießen und durch den Verkauf Kapital zu ihnen zurückfließt, entstehen Mittel, die in Fonds gesammelt werden, wie etwa Fonds zur Akkumulation. Bis diese Mittel für ihren Zweck genutzt werden, können sie als zinstragendes Kapital verliehen werden; ebenso könnte ein Kapitalist sich Kapital leihen, bevor sein Akkumulationsfonds aus seinen eigenen Profiten hinreichend gefüllt ist, um früher investieren zu können. Wenn man die gesellschaftliche Gesamtproduktion betrachtet, dann lässt sich vereinfacht sagen, dass die Kapitalisten eines Landes in einem Jahr eine Gesamtsumme an konstantem und variablem Kapital vorschießen und einen Gesamtmehrwert produzieren. Um dieses Mehrprodukt zu kaufen, sind weitere Mittel nötig. Entweder halten die Kapitalisten einen Schatz oder sie nehmen Kredite auf. Dass sie sich einen Schatz halten widerspräche der Verwertungslogik, die erfordert, den zur Verfügung stehenden Wert größtmöglich zu verwerten; folgen die Kapitalisten dieser Logik, dann kaufen sie das Mehrprodukt mittels Kredit.
Es ermöglicht dem einzelnen Kapitalisten, die Grenzen seines eigenen Profits zu überwinden und sich über Banken und Kapitalmärkte zusätzliche Mittel zu beschaffen. So kann er leichter in neue Produktionsmittel investieren, mit denen die Produktivität der Arbeiter gesteigert werden kann. In diesem Sinne kann auch das gesellschaftliche Gesamtkapital seine Akkumulation beschleunigen. Somit wird das Kreditsystem ein wichtiger Krisenfaktor bzw. einer der Haupthebel der Überproduktion und Überspekulation im Handel.

## Fetisch und Mystifikation
Die Grundstrukturen der kapitalistischen Produktionsweise führen zur Mystifikation des Lohnes und des Profits. Dadurch wird es schwerer Ausbeutung zu erkennen. Zudem gibt es neben dem Waren- und Geldfetisch auch einen Kapitalfetisch: zwar ist es die menschliche Arbeit, die neuen Wert schafft und deren Produktivkraft beispielsweise mittels neuer Technologien gesteigert wird, aber es erscheint so, als ob derartige Kräfte dem Kapital zukämen. Das betrifft das industrielle, das kaufmännische und das zinstragende Kapital. Die Mystifikationen und Fetischismen hängen zusammen und gipfeln in der sogenannten trinitarischen Formel.

## Historizität des Kapitals
Nach Marx gilt für jede Gesellschaftsform, dass Menschen nach ihren Bedürfnissen Naturstoffe umformen müssen, um Gebrauchswerte zu schaffen. Natur und menschliche Arbeit sind daher notwendige Bedingungen des stofflichen Reichtums einer Gesellschaft. Die Charakteristika der kapitalistischen Produktionsweise hingegen sind nicht überhistorische Merkmale.
Nur unter bestimmten Bedingungen wird ein Arbeitsprodukt Ware. Ware und Geld gab es lange vor dem Kapital. Das Charakteristische der Epoche, in der das Kapital die Produktion bestimmt, erblickt Marx darin, dass alle oder die meisten Arbeitsprodukte Warenform annehmen. Das erfordert, dass Kapitalisten und doppelt freie Arbeiter einander auf den Arbeitsmärkten begegnen. Die Entstehung einer solchen Klasse von Lohnarbeitern skizziert Marx am Ende des ersten Bandes von Das Kapital. Er bezeichnet diesen Vorgang als ursprüngliche Akkumulation.
Das Kaufmannskapital und das zinstragende Kapital gingen dem industriellen Kapital historisch voraus. In einer kapitalistischen Gesellschaft wird das industrielle Kapital zur dominierenden ökonomischen Form. Es bestimmt den Charakter der anderen ökonomischen Formen.
Ausbeutung überhaupt ist nichts Überhistorisches. Damit Arbeiter regelmäßig ein Mehrprodukt schaffen können, muss die Produktivität der Arbeit hinreichend entwickelt sein. Die Entwicklung, die das Kapitalverhältnis ermöglicht, dauerte viele Jahrhunderte.
Die Art und Weise, wie der doppelt freie Arbeiter ausgebeutet wird, ist nur eine spezifische Form von Ausbeutung. Kapitalist und Arbeiter begegnen sich auf den Arbeitsmärkten als rechtlich gleiche und freie Warenbesitzer, die miteinander Verträge eingehen dürfen. Im Gegensatz dazu zeichnet sich das Verhältnis zwischen dem Sklaven und seinem Besitzer wie auch die Beziehung zwischen dem leibeigenen Bauern und seinem Feudalherrn durch rechtliche Ungleichheit der beiden Parteien aus. Der Sklavenbesitzer verfügt über den Sklaven wie über einen Eigentumsgegenstand. Der Feudalherr hat spezielle Standesprivilegien. Das Herrschaftsverhältnis zwischen Sklave und Besitzer bzw. zwischen Leibeigenen und Feudalherrn ist eine persönliche Herrschaftsform. Das kapitalistische Herrschaftsverhältnis beruht auf Sachzwängen. Der Arbeiter muss seine Arbeitskraft an irgendeinen Kapitalisten verkaufen, um seinen Lebensunterhalt zu bestreiten. Der Kapitalist muss den Arbeiter möglichst ausbeuten, um sich in der Konkurrenz langfristig erhalten zu können. Die kapitalistische Ausbeutungsweise dient primär der Kapitalverwertung bzw. Profitmaximierung. Dass sich der Kapitalist mit dem Mehrprodukt ein angenehmes Leben machen kann, ist sekundär. Der Kapitalist als solcher muss vor allem akkumulieren. Vorkapitalistische Ausbeutungsweisen sind typischerweise bedarfsorientiert. Die Produktion ist darauf ausgerichtet, was die ausgebeutete Klasse braucht, um sich zu reproduzieren, und auf deren Mehrprodukt, mit dem die Mitglieder der ausbeutenden Klasse beispielsweise ihre Luxusbedürfnisse befriedigen oder das Kriegsnotwendige besorgen können.

## Tendenzen des Kapitals
Bereits in den grundlegenden Kategorien wird eine Dynamik bzw. eine Tendenz zum Wandel, dessen Quantität nicht genau vorhergesehen werden kann, mitgedacht. So versteht Marx das Kapital als einen Prozess bzw. als sich verwertenden Wert, dessen Bewegung kein inneres Maß und kein Ende kennt. Diese Dynamik äußert sich in bestimmten Tendenzen.
Marx wollte in Das Kapital die Bewegungsgesetze, die der kapitalistischen Produktionsweise immanent sind, möglichst rein erfassen. Er gestand zu, dass verschiedenartige Faktoren modifizieren können, wie Gesetze wirken. So räumte er bspw. ein, dass das Gesetz vom Fall der Profitrate nur als Tendenz wirkt, da diverse Umstände die Wirkung abschwächen können. Wohin die kapitalistische Produktionsweise tendiert, versuchte Marx vor allem im 24. Kapitel des ersten Bandes zusammenzufassen.
- Akkumulation/Konzentration (im Marxschen Sinne): Mehrwert wird in Kapital verwandelt bzw. akkumuliert.[110] Das gesamtgesellschaftliche Kapital wächst, indem seine Teile wachsen. Wenn der einzelne Kapitalist akkumuliert, dann gilt ceteris paribus, dass er mehr Produktionsmittel und Arbeiter unter seinem Kommando konzentriert. Zudem wird es einfacher, dass sich ein Teil eines Kapitals abspaltet und eigenständig wird.[111] Es entsteht mehr Kapital, das zentralisiert werden kann.[112]
- Zentralisation (im Marxschen Sinne): Einzelkapitale verschmelzen zu einem größeren Kapital (vgl. Unternehmenskonzentration).[110] Es ist dabei egal, ob die Einzelkapitale etwa "friedlich" eine Aktiengesellschaft bilden oder z. B. eine feindliche Übernahme stattfindet.[113] Konkurrenz und Kreditsystem sind die Hauptantriebe.[114] Die größeren Kapitale verfügen über Produktionsmittel, die eine höhere Produktivität erlauben. Sie schlagen die kleineren Kapitale im Preis. Letztere suchen sich Nischen, in denen wenig Kapital für einen Normalbetrieb erforderlich ist. Dort steigt jedoch der Konkurrenzdruck. Dabei kaufen einige andere auf und einige gehen ganz unter. Das Kreditsystem wird im Konkurrenzkampf zur Waffe, mit dessen Hilfe der einzelne Kapitalist mehr und schneller akkumulieren kann als aus eigenen Mitteln.
- Wachstum des Kreditsystems: Akkumuliert das gesamtgesellschaftliche Kapital, steigen auch die betreffenden Kreditsummen, die eingesetzt werden, um den gesellschaftlichen Gesamtmehrwert zu realisieren (siehe Kreditsystem).[115]
- Trennung von Kapitalbesitz und Kapitalanwendung[116]
- Steigerung der Produktivkraft der Arbeit: Kapitalisten streben nach Extramehrwert und setzen dabei vor allem auf neue Technologien.[117]
- Technologischer Fortschritt: Um die Produktivkraft zu steigern, beschäftigen sich Wissenschaftler mit dem Produktionsprozess und entwickeln innovative Technologien.[118]
- Mögliche Steigerung des Lebensstandards[119][120]
- Krisen[121] (siehe Marxistische Krisentheorie)
- Ansteigen der Kapitalzusammensetzung c / v: Industrielle Kapitalisten setzen verstärkt automatisierte Maschinensysteme ein und die Menge menschlicher Arbeit nimmt ab. Dadurch wenden sie mehr konstantes Kapital c und weniger variables Kapital v an.[122]
- Profitratenfall: Die Steigerung der Produktivkraft der Arbeit erlaubt die Produktion des relativen Mehrwerts bzw. eine Steigerung der Mehrwertrate m / v. Zudem steigt die Kapitalzusammensetzung c / v. Dadurch muss die allgemeine Profitrate sinken.[123] Verschiedenartige Faktoren können dem entgegenwirken: stärkere Ausbeutung, Verbilligung der Produktionsmittel, eine Masse verfügbarer billiger Arbeitskräfte, Außenhandel und Zunahme des Aktienkapitals.[124]
- Expansion des Weltmarktes[125]
- Zerstörung der Natur und der Arbeiter: Obgleich Natur und menschliche Arbeit Bedingungen des Kapitals sind, werden sie als Mittel der selbstzweckhaften Kapitalverwertung systematisch untergraben.[126] Das Kapital strebt danach, Kosten bzw. Löhne oder Arbeitsschutzmaßnahmen zu senken und die Arbeitszeit auszudehnen. Organisierte Arbeiter oder der Staat müssen dem etwas entgegensetzen, um die Arbeiterklasse langfristig erhalten zu können.[127] Ebenso tendiert das Kapital zur Erschöpfung natürlicher Ressourcen, wie z. B. der Bodenfruchtbarkeit im Falle kapitalistisch betriebener Landwirtschaft.[128]
- Gesellschaftlichkeit: Warenproduktion und -zirkulation erfordern gesellschaftliche Arbeitsteilung.[129] Die kapitalistische Produktionsweise erhöht diese und es entstehen Produktionsmittel, die nur kollektiv genutzt werden können.[130] Die Entwicklung des Kreditsystems ermöglicht es den Kapitalisten, die finanziellen Mittel der Gesellschaft zu bündeln und darüber zu verfügen.[131] Seine Entwicklung hebt teils den Status des Kapitals als Privatbesitz auf. Es bilden sich Kapitalassoziationen, wie z. B. Aktiengesellschaften. So können Unternehmungen, die vorher nur die Staatsregierung durchführen konnte, gesellschaftliche Unternehmungen werden.[132]
- Radikalisierung des Proletariats: Die sich fortentwickelnde kapitalistische Produktionsweise bringt eine Arbeiterklasse hervor, welche die kapitalistische Produktionsweise zu verstehen lernt, sich über die negativen Aspekte empört und organisiert. Eine solche Arbeiterklasse wird die Kapitalisten enteignen.[133]

## Unterschiede zu neoklassischen Ansätzen
Vertreter der Neoklassik erklären den Wert einer Ware nicht mittels abstrakter Arbeit, sondern stützen sich auf das Marginalprinzip. Dieses leitet Angebot und Nachfrage und damit den Wert von Grenznutzen und Grenzproduktivität ab; es wird daher meist von einer „subjektiven Werttheorie“ gesprochen, da persönliche Erwartungswerte für Nutzen und Produktivität in die Angebots- und Nachfrageentscheidungen einfließen.
Marx’ Auffassung von der Rolle des Geldes unterscheidet sich von der Neoklassik. Laut dieser gibt es Geld, weil Marktakteure rational abwägen und Geld nutzen, um Produkte leichter tauschen zu können und um damit zu rechnen. Nach Carl Menger (1840–1921) sei Geld ohne Übereinkunft oder staatlichen Zwang entstanden; tauschwillige Individuen hätten erkannt, dass es für ihre Absichten zweckmäßig sei, sehr absatzfähige Waren zu benutzen; durch Gewohnheit seien diese zu Geld geworden. Marx hingegen betont in seiner Wertformanalyse einen strukturellen Aspekt: ohne Geld kann es keine kapitalistische Produktionsweise geben. Der Wert bzw. die abstrakte Arbeit erfordert eine eigene Wertgestalt, um sich zu materialisieren; ohne Geld können die einzelnen Produzenten keine gesellschaftlichen Kontakte als Warenproduzenten eingehen. Aus dieser Perspektive erscheint es unangebracht, von Geld zu abstrahieren, als ob Geld neutral wäre und als eine Art „Schleier“ fungierte, der über der realwirtschaftlichen Sphäre schwebt. Marx versucht mit seiner Auffassung von Geld dem Sayschen Gesetz zu widersprechen. Neoklassiker nutzen es mitunter als Prämisse, um zu begründen, in einer Marktwirtschaft, die frei von externen Störungen ist, entstehen keine Krisen; Marx hingegen bemerkt, dass mit dem Geld die Möglichkeit der Krise besteht. Der einfache Tausch von Produkt gegen Produkt ist mit einem Akt vorbei. Die geldvermittelte Warenzirkulation W - G - W zerfällt hingegen in den Tauschakt W - G und den Tauschakt G - W. Sie kann unterbrochen werden, indem jemand seine Ware verkauft und das Geld nicht ausgibt, sondern als Wertgestalt festhält.
Neoklassiker gehen davon aus, dass auf dem Markt Gleichgewicht herrscht oder dass der Markt zu einem Gleichgewicht tendiert. Paradigmatisch ist Walras’ reine „Politische Ökonomik“. Er versucht mittels eines idealtypischen Modells zu erklären, wie Preise gebildet werden; effektives Angebot und effektive Nachfrage tendieren dazu, sich auszugleichen, so dass sich ein stationärer Zustand einstellt. Nach neoklassischen Ansätzen können Krisen nur dadurch entstehen, dass externe Faktoren den Marktmechanismus stören, wie z. B. staatliche Interventionen oder Gewerkschaften, die zu hohe Löhne durchsetzen. Marx’ Ansatz legt den Fokus auf die Dynamik des Kapitals und dessen Bewegungsgesetze. Es muss sich endlos und maßlos verwerten. Seiner Entwicklung ist die Krisentendenz immanent (siehe Tendenzen des Kapitals). Produktion und Konsumtion sind gegensätzlich bestimmt. Laufen sie lange genug auseinander, kommt es zur Überproduktion bzw. Überakkumulation.
Ein weiterer Unterschied besteht hinsichtlich der Auffassung darüber, wozu Menschen wirtschaften. Nach Carl Menger und William Stanley Jevons (1835–1882) dient jegliche menschliche Wirtschaft primär dazu, dass Menschen ihre Bedürfnisse befriedigen bzw. ihre Freude maximieren. Marx hingegen wollte in Das Kapital keine überhistorischen ökonomischen Gesetze aufdecken, sondern die Spezifika der kapitalistischen Produktionsweise erforschen. Laut Marx steht in der kapitalistischen Produktionsweise die Kapitalverwertung an erster Stelle und ist selbstzweckhaft. Im Gegensatz zu früheren Ausbeutungsweisen ist die kapitalistische Ausbeutung primär auf den Tauschwert gerichtet und strebt nach größtmöglicher Ausbeutung der Arbeitskraft.

## Horrormetaphorik
Marx versuchte nicht nur das Kapital begrifflich zu erfassen, sondern griff oft auch auf Metaphern zurück. So taucht in Das Kapital im Kapitel über den Arbeitstag die Wehrwolfs-Metapher auf. Das Kapital habe einen „Wehrwolfs-Heißhunger nach Mehrarbeit“, der die Reproduktion der Arbeitskraft bedrohe und die Arbeitskraft vorzeitig erschöpfe.
Sehr häufig findet man in Marx’ Werken Vampirmetaphern. In Das Kapital findet sich die Vampirmetapher dreimal in expliziter Form und alle drei Vorkommnisse befinden sich im Kapitel über den Arbeitstag. Das Kapital bzw. der Kapitalist als personifiziertes Kapital strebe nach einer maximalen Ausdehnung des Arbeitstages. Das Kapital sei „verstorbne Arbeit, die sich nur vampyrmäßig belebt durch Einsaugung lebendiger Arbeit und um so mehr lebt, je mehr sie davon einsaugt.“ Seinem „Vampyrdurst nach lebendigem Arbeitsblut“ folgend wolle es den Arbeitstag auch in die Nacht hinein verlängern. Am Ende des Kapitels greift Marx auf ein Zitat aus Engels’ Die englische Zehnstundenbill zurück und spricht vom Kapitalisten als Sauger, der den Arbeiter nicht loslasse, „solange noch ein Muskel, eine Sehne, ein Tropfen Bluts auszubeuten“ sei.
Schon vor Marx wurde die Vampirmetapher benutzt, um Gesellschaftskritik zu üben, wie im Fall von Jean-Jacques Rousseau (1712–1778), der damit den Glauben an bestimmte gerechtfertigte Autoritäten kritisierte. Pierre-Joseph Proudhon (1809–1865) verwendete sie, um Ausbeutungsverhältnisse darzustellen. Nach Mark Neocleous müsse Marx’ Vampirmetapher im Rahmen der Kritik der politischen Ökonomie betrachtet werden, um sie angemessen verstehen zu können. Die Vampirmetapher sei nicht bloßes Stilmittel, sondern müsse in Zusammenhang damit gesehen werden, dass Marx die Beziehung zwischen dem Toten und dem Lebendigen im Kapitalismus problematisiert habe. Das Kapital als tote Arbeit will über die lebendige Arbeit herrschen, sich von ihr ernähren und erschöpfe sie so sehr, dass die Arbeitskraft versiege. Die Vampirmetapher passe in dieser Hinsicht zum Konzept der Entfremdung und zum Konzept des Warenfetischs, wonach tote Dinge lebendig werden und über die Lebenden herrschen.

## Rezeption und Kritik
In The Positive Theory of Capital lehnte Eugen von Böhm-Bawerk (1851–1914) es ab einen wissenschaftlichen Kapitalbegriff zu bestimmen, der das Begriffsmerkmal ‚Ausbeutungsmittel‘ enthält, da er Marx’ Ausbeutungstheorie für falsch hielt.
Joseph Alois Schumpeter (1883–1950) setzte seinen Kapitalbegriff dem Marxschen Kapitalbegriff in einer Hinsicht gleich. Kapital sei ein Herrschaftsinstrument des Unternehmers, mit dem er über die zu kaufenden Güter herrsche. Er verwarf jedoch Marx’ Ausbeutungstheorie und kritisierte mittels des Grenznutzenansatzes die Arbeitswerttheorie, die er relativierte. Auch hinsichtlich des Mehrwertbegriffes wies Schumpeter auf Ähnlichkeiten hin und kritisierte zugleich Marx’ Ansätze. Nach Marx schaffe konstantes Kapital keinen Mehrwert. Dem gleiche in Schumpeters Theorie der wirtschaftlichen Entwicklung der Satz, dass in einer Wirtschaft, die sich im völligen Gleichgewicht befinde, der Zins gleich Null sei. Schumpeter akzeptierte jedoch nur eine Art von Mehrwert im Marxschen Sinne, nämlich den Mehrwert, der als Unternehmergewinn und Kapitalzins erscheine. Der Wirtschaftshistoriker und Schumpeterschüler Eduard März (1908–1987) meint, Marx’ Kapitalbegriff ähnle dem von Schumpeter nur verbal: der Mehrwert im Marxschen Sinne entspringe der Produktion, wohingegen der Mehrwert im Sinne von Schumpeter aus der Zirkulation hervorgehe.
Schumpeter schätzte Marx’ begriffliche Beiträge zur Kapitaltheorie. Marx habe David Ricardos (1772–1823) Begriffe des fixen und umlaufenden Kapitals durch die Konzepte des konstanten und variablen Kapitals verbessert. Ebenso sei Marx’ Begriff der organischen Struktur des Kapitals präziser als Ricardos Vorstellungen. Schumpeter würdigte in seiner Konjunkturtheorie eine Grundidee von Marx, wonach sich die Wirtschaft aus sich selbst heraus entwickelt. Laut März finde sich bereits in Marx’ Theorie des relativen Mehrwerts Schumpeters Grundgedanke, dass die kapitalistische Produktionsweise aus der ihr immanenten Dynamik heraus zu technischen Innovationen neigt, die dem Einführer der Innovation eine temporäre Monopolstellung und entsprechende Gewinne ermöglichen.
Michael Heinrich (* 1957) kritisiert, Marx versäume in Das Kapital theoretisch zu entwickeln, wie die einfache Warenzirkulation und die Kapitalbewegung miteinander zusammenhängen. Das erlaube die Deutung, Marx habe mit der einfachen Warenzirkulation W – G – W eine vorkapitalistische Gesellschaft von Warenproduzenten abstrakt beschrieben. Den Begriff der technischen Kapitalzusammensetzung hält Heinrich für zu unklar, da sich heterogene Gütermengen damit nicht vergleichen ließen. Der Begriff der organischen Kapitalzusammensetzung verliere seine Trennschärfe, wenn man ihn auf der Ebene des gesellschaftlichen Gesamtkapitals anwende. Dort könne man technische Änderungen und Wertänderungen nicht klar voneinander trennen.